# Шереметьєво-2
«Шереметьєво-2» (рос. Шереметьево-2) — радянський художній фільм 1990 року, знятий режисером Юрієм Кузьменком.

## Сюжет
Кооператор Ігор, інтелігентний з колишніх інженерів, що поставляє лом кольорових металів в США, вирішує емігрувати через проблеми з рекетирами. Але для його дружини Ірини питання від'їзду в чужу країну складніше, не хочуть залишати рідну Одесу і її батьки. Щоб переконати дружину виїхати, Ігор інсценує її викрадення рекетирами, а потім «викуповує» її у них. Ірина погоджується на від'їзд, але тут в її житті з'являється художник Костя, з яким у неї зав'язується роман…

## У ролях
- Юрій Бєляєв — Ігор Миколайович, кооператор
- Оксана Каліберда — Тетяна, дружина Ігоря, родом з Одеси
- Михайло Хмуров — Костя, художник, реставратор
- Валентин Нікулін — Микола Ілліч Серебряков, художник, один Кости
- Юнона Карева — Соня, мати Тетяни
- Валентин Кулик — Яків, батько Тетяни
- Олексій Золотницький — ватажок банди рекетирів
- Юрій Кузьменко — прокурор
- Олександр Басаєв — рекетир

## Знімальна група
- Сценаріст : Владислав Семернін
- Режисер-постановник: Юрій Кузьменко
- Оператор-постановник: Юрій Пустовий
- Художник-постановник: Володимир Єфімов
- Композитор: Ігор М'ясников
- Режисер: Ірина Веліканова
- Режисер монтажу: Людимла Мальцева
- Звукооператор: Володимир Богдановський
- Оператор: Олександр Чубаров
- Художник по костюмах: Алла Степаненко
- Директор картини: Олександр Басаєв